# Den lille havfrue

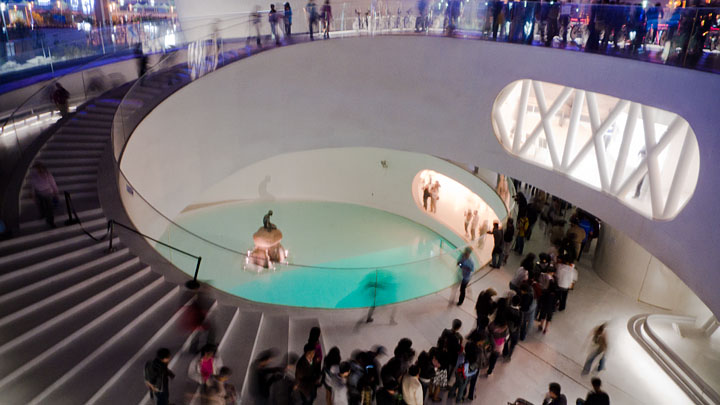
Den lilla sjöjungfrun utställd på Expo 2010 i Shanghai.

Den lille havfrue, svenska: Den lilla sjöjungfrun, är en dansk bronsskulptur av Edvard Eriksen på Langelinie i Köpenhamn.
Skulpturen avbildar en sjöjungfru och sitter på en sten vid vattenbrynet. Modell var Edvard Eriksens hustru Eline Eriksen och verket avtäcktes den 23 augusti 1913. Edvard Eriksen skapade skulpturen efter H.C. Andersens saga, inspirerad av balettdansösen Ellen Price, som utförde sjöjungfruns roll på Det Kongelige Teater i Köpenhamn

## Vandalism
Verket har vid flera tillfällen utsatts för vandalism. Den första gången var den 1 september 1961 när någon målade bh och trosor på henne samt färgade håret rött. Hon har fått huvudet avsågat två gånger, första gången den 25 april 1964 och andra gången den 6 januari 1998. Dessutom gjordes ett misslyckat försök den 7 maj 1990. 22 juli 1984 sågades dessutom högerarmen av. Den 11 september 2003 sprängdes hon loss från sin sten och fick hämtas upp från havsbottnen. Därutöver har statyn målats eller överhällts med färg vid ett flertal tillfällen, samt iklätts tomteluva, burka och såväl en svensk som en norsk fotbollströja.

## Upphovsrättsintrång
Edvard Eriksen dog 12 januari 1959, och skulpturen omfattas av upphovsrätt till sjuttio år efter Eriksens död, det vill säga till 1 januari 2030.
2020 stämde Eriksens arvingar den danska tidningen Berlingske efter att publicerat parodier av statyn, där den bland annat fick ett zombieansikte och ett munskydd, i en artikel om debattkulturen i Danmark och högerextrema idéer. Tidningen anklagades för att ha begått intrång i Eriksens upphovsrätt, och Københavns Byret tilldömde tidningen böter om 285 000 danska kronor. Tidningen överklagade, men i februari 2022 upprätthöll hovrätten domen och tilldömde böter om ungefär 450 000 svenska kronor. Tidningen och chefredaktören fick dock rätt i Højesteret, och friades med stöd i den danska upphovsrättslagens parodiprincip, enligt vilken parodier ska betraktas som nya, självständiga verk.

## Varianter
Andra exemplar av Den lille havfrue finns i Solvang i Kalifornien i USA, i Kimballton i Iowa i USA, på Forest Lawn-kyrkogården i Glendale i Kalifornien och i Vancouver i Kanada. Cornelia Parker gjorde 2011 en liknande skulptur, som finns i Folkestone i Storbritannien: Folkestone Mermaid